# Prauthoy
Prauthoy är en kommun i departementet Haute-Marne i regionen Grand Est (tidigare regionen Champagne-Ardenne) i nordöstra Frankrike. Kommunen ligger i kantonen Prauthoy som tillhör arrondissementet Langres. År 2018 hade Prauthoy 408 invånare.

## Befolkningsutveckling
Antalet invånare i kommunen Prauthoy
| Referens: INSEE |